# Bleu le ciel
Pour plus de détails, voir Fiche technique et Distribution.
Bleu le ciel est un film français réalisé par Dominique Boccarossa et sorti en 2001.

## Fiche technique
- Titre : Bleu le ciel
- Réalisation : Dominique Boccarossa
- Scénario : Dominique Boccarossa
- Photographie : Pierre Fattori
- Son : Olivier Le Vacon
- Montage : Josie Miljevic
- Musique : Christophe Chevalier
- Pays de production :  France
- Production : Agat Films & Cie / Ex Nihilo
- Distribution : Ciné Classic
- Durée : 85 minutes
- Date de sortie : 
  - France : 4 juillet 2001

## Distribution
- Nurit Polat
- Christian Baltauss
- Lydia Andréï
- Choukri Gabteni
- Thillaicheliyan Poopaalasingham
- Zivko Niklemsky
- Mostéfa Djadjam
- Mireille Herbstmeyer

## Sélection
- Festival de Cannes 2000 (programmation ACID)[1]